# 葛氏瞪羚
是瞪羚属中仅次于鹿瞪羚最大的一种。

## 主要特征
身体纤瘦，腿长，大腿肌肉发达，跑得很快。肩高约130厘米，体重80千克左右。毛色与汤普森瞪羚相同。

## 习性
葛氏瞪羚经常与汤氏瞪羚结群。

## 天敌
狮子、花豹、猎豹及野狗群。

## 现状
葛氏瞪羚比汤普森瞪羚罕见的多，是与低危。